# Skottlands U21-herrlandslag i fotboll
Skottlands U21-landslag i fotboll är ett landslag för skotska fotbollsspelare, 21 år gamla eller yngre vid den tidpunkt då ett kvalspel till en europeisk U21-turnering inleds. Vid själva turneringen får man vara max 23 år gammal.
Så länge spelarna är valbara kan de spela på vilken nivå som helst, vilket gör det möjligt att spela för U21-landslaget, seniorlandslaget och sedan igen för U21-landslaget. Det är också möjligt att spela för ett land på ungdomsnivå och ett annat land på seniornivå. Innan U21-landslagen introducerades 1979 användes U23-landslag.
U21-landslaget bildades 1976 till följd av omgrupperingen av UEFA:s ungdomsturneringar.

## Historia
Skottland har kvalat in till 6 av 23 U21-EM, men har likt A-landslaget haft svårt att nå framgångar efter millennieskiftet då det senaste mästerskapsframträdandet skedde 1996.
Efter att ha misslyckats i kvalet 1978 kvalade Skottland för första gången in till U21-EM 1980, sedan de gått obesegrade genom en kvalgrupp bestående av Belgien, Norge och Portugal. Mästerskapet tog dock slut direkt, sedan ärkerivalen England vunnit med 2-1 i kvartsfinalens dubbelmöte.
1982 gjorde Skottland sitt andra framträdande i U21-EM. I kvartsfinalen besegrades Italien med sammanlagt 1-0, sedan Frank McAvennie gjort dubbelmötets enda mål. Precis som två år tidigare ställdes Skottland sedan mot England, som på nytt vann med sammanlagt 2-1 och bärgade finalplatsen.
Ett tredje raka mästerskap, 1984, följde där Jugoslavien efter förlängning lyckades vinna kvartsfinalen.
En varannan-mästerskap procedur följde därefter under åren 1986-1996, då Skottland kvalade in till varannat U21-EM och missade varannat mästerskap. I sitt fjärde framträdande, 1988, tog det återigen slut i kvartsfinalen. Precis som vid de två första mästerskapen räckte Skottland inte till mot England.
År 1992 nådde Skottland för andra gången semifinal i U21-EM. Efter att ha vunnit fem av sex kvalmatcher ställdes de i kvartsfinalen mot Tyskland. Dubbelmötet inleddes med en 1-1-match i Bochum men hemma på Pittodrie Stadium såg det länge tufft ut för Skottland, som hamnade i både 0-2- och 1-3-underläge. Under matchens avslutande 20 minuter vände skottarna dock på steken med tre raka mål, en målfest som avslutades med att Alex Rae gjorde 4-3 i den 87:e minuten. I semifinalen ställdes Skottland mot Sverige, som blev för tuffa då de vann dubbelmötet med 1-0.
Sitt senaste U21-EM nådde Skottland 1996, då de vann sju av åtta kvalmatcher och säkrade en plats i mästerskapet. Kvartsfinalen mot Ungern blev sedan en rysare, där skottarna förlorade det första mötet med 1-2 och sedan hamnade i 0-1-underläge i returen. Kvitteringen kom dock innan halvtidsvilan och efter att klockan passerat 80 minuter skrev både Jim Hamilton och Stephen Donnelly in sig i målprotokollet och ordnade 3-1-segern. I semifinalen, som nu hade börjat spelas i enkelmöte, blev sedan Spanien för starka och segrade med 2-1. Turneringen avslutades sedan med en match om tredjeplatsen, där Frankrike besegrade Skottland med 1-0.
Efter att ha deltagit i sex av de tio första U21-Europamästerskapen har Skottland missat samtliga 13 turneringar som avgjorts efter 1996. Två gånger har de nått en avgörande playoffmatch men då förlorat mot Kroatien (2004) och Island (2011).

## Spelare

### Spelartrupp
Spelare födda den 1 januari 2004 eller senare, är tillgängliga för spel i U21-Europamästerskapet 2027.
Följande 22 spelare är uttagna i truppen till träningsmatcherna mot Irland och Island den 21 respektive 25 mars 2025.
Antalet landskamper och mål är korrekta per den 24 april 2025 efter matchen mot Island.
| Nr | Pos. | Namn               | Födelsedatum (ålder) | Matcher | Mål |           | Klubb                                  |  |
| -- | ---- | ------------------ | -------------------- | ------- | --- | --------- | -------------------------------------- |  |
|    | MV   | Liam McFarlane     | 26 september 2004    | 1       | 0   | Skottland | Alloa Athletic (Utlånad från Hearts)   |  |
|    | MV   | Murray Johnson     | 13 november 2004     | 1       | 0   | Skottland | Hibernian                              |  |
|    | MV   | Rory Mahady        | 16 augusti 2006      | 1       | 0   | England   | Leeds United                           |  |
|    | MV   | Ruairidh Adams     | 10 juli 2004         | 1       | 0   | Skottland | East Fife (Utlånad från Dundee United) |  |
|    |      |                    |                      |         |     |           |                                        |  |
|    | F    | Jeremiah Mullen    | 17 juni 2004         | 15      | 2   | Skottland | Dunfermline Athletic                   |  |
|    | F    | Matthew Anderson   | 25 januari 2004      | 8       | 0   | Belgien   | Kortrijk                               |  |
|    | F    | Ewan Wilson        | 19 februari 2004     | 5       | 0   | Skottland | Motherwell                             |  |
|    | F    | Adam Forrester     | 31 mars 2005         | 2       | 0   | Skottland | St. Johnstone (Utlånad från Hearts)    |  |
|    | F    | Charlie McArthur   | 12 maj 2005          | 2       | 0   | England   | Newcastle United                       |  |
|    | F    | Colby Donovan      | 7 september 2006     | 2       | 0   | Skottland | Celtic                                 |  |
|    | F    | Dylan Smith        | 21 juni 2006         | 2       | 0   | Skottland | Ross County                            |  |
|    | F    | Lenny Agbaire      | 4 mars 2005          | 1       | 0   | England   | Rotherham United                       |  |
|    | F    | Sam Cleall-Harding | 26 mars 2006         | 1       | 0   | Skottland | Dundee United                          |  |
|    |      |                    |                      |         |     |           |                                        |  |
|    | MF   | David Watson       | 12 februari 2005     | 6       | 0   | Skottland | Kilmarnock                             |  |
|    | MF   | Bailey Rice        | 4 oktober 2006       | 2       | 0   | Skottland | Rangers                                |  |
|    | MF   | Cameron Bragg      | 10 april 2005        | 2       | 0   | England   | Southampton                            |  |
|    | MF   | Jude Bonnar        | 17 november 2005     | 2       | 1   | Skottland | Ayr United (Utlånad från Celtic)       |  |
|    | MF   | Finlay Pollock     | 27 juni 2004         | 1       | 0   | Skottland | Hearts                                 |  |
|    |      |                    |                      |         |     |           |                                        |  |
|    | A    | Adedire Mebude     | 28 maj 2004          | 14      | 2   | Belgien   | Westerlo                               |  |
|    | A    | Ryan Oné           | 26 juni 2006         | 4       | 1   | England   | Sheffield United                       |  |
|    | A    | Bobby Wales        | 23 juni 2005         | 3       | 1   | Wales     | Swansea City                           |  |
|    | A    | Miller Thomson     | 20 juli 2004         | 2       | 0   | Skottland | Dundee United                          |  |

Not: Spelare i kursiv stil har spelat för seniorlandslaget.

### Nyligen inkallade
Följande 14 spelare har varit uttagna i Skottlands U21-landslag och är fortsatt tillgängliga.
| F  | Luke Graham     | 11 februari 2004  | 1  | 0 | Dundee                                | mot Irland U21 21 mars 2025       |  |  |
| F  | Josh Dede       | 4 januari 2006    | 0  | 0 | Middlesbrough                         | mot Irland U21 21 mars 2025       |  |  |
| F  | Leon King       | 14 januari 2004   | 12 | 0 | Rangers                               | mot Belgien U21 11 oktober 2024   |  |  |
| F  | Ben McPherson   | 19 mars 2004      | 5  | 0 | Partick Thistle (Utlånad från Celtic) | mot Kazakstan U21 21 mars 2024    |  |  |
| F  | Kerr Smith      | 12 december 2004  | 0  | 0 | Barrow (Utlånad från Aston Villa)     | mot Malta U21 17 oktober 2023     |  |  |
|    |                 |                   |    |   |                                       |                                   |  |  |
| MF | Daniel Kelly    | 3 oktober 2005    | 5  | 0 | Millwall                              | mot Irland U21 21 mars 2025       |  |  |
| MF | Lennon Miller   | 25 augusti 2006   | 5  | 2 | Udinese                               | mot Kazakstan U21 15 oktober 2024 |  |  |
| MF | Ben Summers     | 16 juni 2004      | 5  | 0 | Celtic                                | mot Spanien U21 11 september 2023 |  |  |
| MF | Josh Adam       | 3 februari 2004   | 2  | 0 | Dynamo České Budějovice               | mot Wales U21 26 mars 2023        |  |  |
|    |                 |                   |    |   |                                       |                                   |  |  |
| A  | Emilio Lawrence | 20 september 2005 | 1  | 0 | Manchester City                       | mot Irland U21 21 mars 2025       |  |  |
| A  | Ben Doak        | 11 november 2005  | 7  | 2 | Bournemouth                           | mot Ungern U21 21 november 2023   |  |  |
| A  | Ryan Duncan     | 18 januari 2004   | 5  | 0 | Aberdeen                              | mot Ungern U21 21 november 2023   |  |  |
| A  | Robbie Ure      | 26 februari 2004  | 0  | 0 | IK Sirius                             | mot Ungern U21 21 november 2023   |  |  |
| A  | Rory Wilson     | 5 januari 2006    | 3  | 0 | Aston Villa                           | mot Malta U21 17 oktober 2023     |  |  |

Noter
- Spelare i kursiv stil har spelat för seniorlandslaget.

## Turneringsstatistik

### U21-EM
- 1978 – Ej kvalificerade
- 1980 – Kvartsfinal
- 1982 – Semifinal
- 1984 – Kvartsfinal
- 1986 – Ej kvalificerade
- 1988 – Kvartsfinal
- 1990 – Ej kvalificerade
- 1992 – Semifinal
- 1994 – Ej kvalificerade
- 1996 – Fjärdeplats
- 1998 till 2023 – Ej kvalificerade

## Spelarstatistik
Yngsta spelare
- Islam Feruz (16 år och 228 dagar vid match mot Italien 25 april 2012.)

Yngsta målskytt
- Billy Gilmour (16 år och 356 dagar vid match mot Sydkorea 2 juni 2018.)[18]

### Topp 10 spelare med flest landskamper
Spelare i fet stil är fortfarande aktuella för landslagsspel.
Uppdaterad 9 september 2022
| Nr | Namn             | Karriär   | Matcher | Mål |
| -- | ---------------- | --------- | ------- | --- |
| 1  | Christian Dailly | 1990-1996 | 35      | 5   |
| 2  | Steven Pressley  | 1993-1996 | 27      | 1   |
| 3  | Allan Campbell   | 2017–2020 | 24      | 1   |
| 4  | Glenn Middleton  | 2018-2022 | 23      | 6   |
| 4  | Paul Hanlon      | 2009-2012 | 23      | 3   |
| 6  | Craig Easton     | 1997-2001 | 22      | 2   |
| 6  | Gary Naysmith    | 1996-1999 | 22      | 0   |
| 8  | Shaun Maloney    | 2001–2005 | 21      | 5   |
| 9  | Jamie McCunnie   | 2001-2005 | 20      | 1   |
| 9  | Jordan McGhee    | 2013-2017 | 20      | 0   |
| 9  | Stuart Armstrong | 2010-2014 | 20      | 4   |

### Topp 10 spelare med flest mål
Spelare i fet stil är fortfarande aktuella för landslagsspel.
Uppdaterad 25 maj 2021
| Nr | Namn             | Karriär   | Mål | Matcher | Mål/match |
| -- | ---------------- | --------- | --- | ------- | --------- |
| 1  | Fraser Hornby    | 2018-2020 | 10  | 18      | 0,55      |
| 2  | Jordan Rhodes    | 2011-2012 | 8   | 8       | 1,00      |
| 2  | Scott Booth      | 1990-1993 | 8   | 15      | 0,53      |
| 4  | Chris Maguire    | 2008-2010 | 6   | 12      | 0,50      |
| 4  | Glenn Middleton  | 2018-2022 | 6   | 23      | 0,26      |
| 4  | Jamie Murphy     | 2008-2010 | 6   | 13      | 0,46      |
| 4  | Jim Hamilton     | 1995-1997 | 6   | 14      | 0,43      |
| 4  | Mark Burchill    | 1998-2001 | 6   | 15      | 0,40      |
| 9  | Steven Fletcher  | 2006-2008 | 5   | 7       | 0,71      |
| 9  | Tony Watt        | 2012-2013 | 5   | 9       | 0,56      |
| 9  | Gerry Creaney    | 1990-1992 | 5   | 12      | 0,42      |
| 9  | Steven Thompson  | 1997-1999 | 5   | 12      | 0,42      |
| 9  | Simon Lynch      | 2002-2003 | 5   | 13      | 0,38      |
| 9  | Steven Naismith  | 2005-2008 | 5   | 16      | 0,31      |
| 9  | Shaun Maloney    | 2001-2005 | 5   | 21      | 0,24      |
| 9  | Christian Dailly | 1990-1996 | 5   | 35      | 0,14      |

## Förbundskaptener
| År        | Förbundskapten(er) |
| --------- | ------------------ |
| 1976–1986 | Andy Roxburgh      |
| 1986–1993 | Craig Brown        |
| 1993–1998 | Tommy Craig        |
| 1998–2002 | Alex Smith         |
| 2002–2005 | Rainer Bonhof      |
| 2006-2007 | Archie Knox1       |
| 2008–2014 | Billy Stark        |
| 2015–2016 | Ricky Sbragia      |
| 2016-     | Scot Gemmill       |

1) Maurice Malpas var tillfällig förbundskapten 2005–2006 och 2007–2008.
2) Danny Lennon var tillfällig förbundskapten 2015.